# Cossacks II: Napoleonic Wars
Cossacks II: Napoleonic wars is een computerspel ontwikkeld door GSC Game World en uitgegeven door CDV Software Entertainment. 
Het doel van het spel is om de historische veldslagen uit in de tijd van Napoleon na te bootsen. De speler kan kiezen uit aantal landen waaronder: Frankrijk, Engeland, Egypte en Rusland. Om de spanning in het te spel te behouden kan men de moeilijkheidsgraad wijzigen. Er is keuze uit 140 manschappen en 180 gebouwen. In de multiplayer-modus is mogelijk om het spel op internet te spelen.